# Ampullaria bicarinata
Ampullaria bicarinata là một loài đã tuyệt chủng của ốc nước ngọt với một nắp, là động vật chân bụng sống dưới nước động vật thân mềm thuộc họ Ampullariidae.

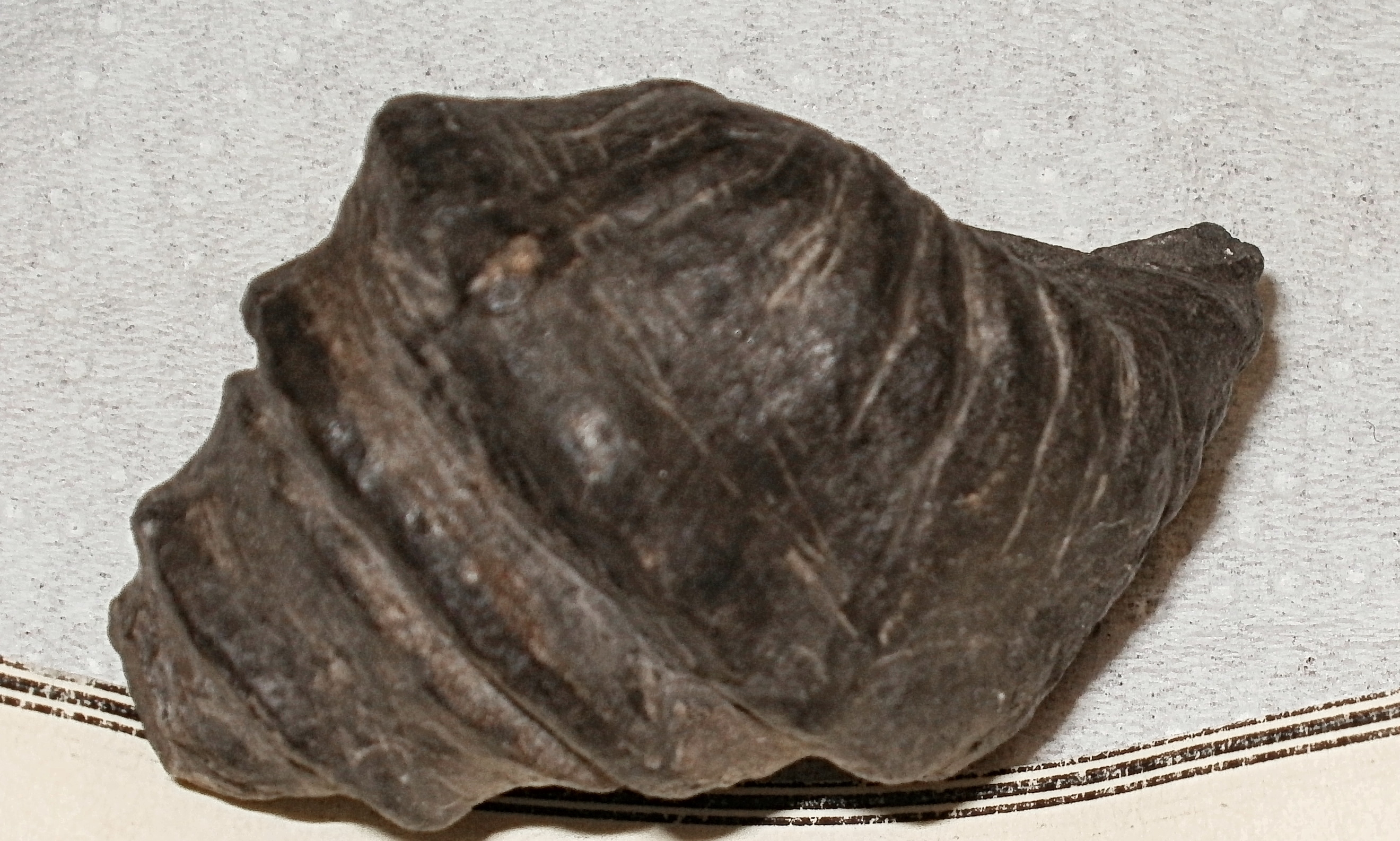
vỏ ốc Ampullaria bicarinata

## Phân bố
The type locality của Ampullaria bicarinata is Vrška Čuka (in Serbian: Вршка Чука), miền đông Serbia near the border of Bulgaria.